# Diglyphomorphomyia kairali
Diglyphomorphomyia kairali är en stekelart som beskrevs av T.C. Narendran och Girish Kumar 2005. Diglyphomorphomyia kairali ingår i släktet Diglyphomorphomyia och familjen finglanssteklar. Inga underarter finns listade i Catalogue of Life.